# Andrea Savage
Andrea Kristen Savage (Santa Monica, Californië, 20 februari 1973) is een Amerikaanse actrice. Ze is in de Verenigde Staten het meest bekend van haar rol als Tillie Sullivan in de nep-documentaireserie Dog Bites Man op de televisiezender Comedy Central. Die serie werd uitgezonden in de VS in de zomer van 2006.

## Privéleven
Savage studeerde af aan Cornell University, waar ze zich had gespecialiseerd in wetstudies en met name in politiek en Spaans. Ze trad als stand-upcomedian op bij Improv, The Comedy Store, The Ice House en andere plaatsen in Los Angeles.

## Televisiewerk
Naast haar rol in Dog Bites Man had ze ook rollen bij andere televisieseries als Lies & The Wives We Tell Them To op de zender NBC, Significant Others op Bravo, Red Eye op VH1 en Sweet Valley High op de zender UPN. Daarnaast had ze gastrollen in bekende televisieseries als Stacked van FOX, Cold Case en The King of Queens van CBS en The West Wing van NBC. In 2007 had ze een rolletjes in de televisieserie The Winner.

## Filmografie

### Films
- Song of the Sea (1995)
- The Grand (2008)
- Step Brothers (2008)
- I Love You, Beth Cooper (2009)
- Lashisse (2009)
- The Dinner (2010)
- Life Happens (2011)
- Republicans, Get In My Vagina (2012)
- You're Not You (2014)
- Sleeping with Other People (2015)

### Televisie
- Sweet Valley High (1996-1998)
- Sabrina, the Teenage Witch (1997)
- Susan (1998)
- Stark Raving Mad (1998)
- Inside Schwartz (2001)
- Good Morning, Miami (2002)
- In-Laws (2002)
- The West Wing (2003)
- Cold Case (2004)
- Significant Others (2004)
- The King of Queens (2004-2005)
- Stacked (2005)
- Dog Bites Man (2006)
- Two and a Half Men (2007)
- The Winner (2007)
- The Cleaner (2008)
- Glenn Martin DDS (2009)
- The Strip (2010)
- Party Down (2010)
- Funny or Die Presents (2010-2011)
- Modern Family (2011)
- American Judy (2012)
- The League (2012)
- Rebounding (2012)
- Newsreaders (2013)
- Kroll Show (2014)
- American Dad (2014)
- The Hotwives of Orlando (2014)
- Episodes (2015)
- Comedy Bang! Bang! (2015)
- Tulsa King (2022, 2024)